# I. Sándor alexandriai püspök
I. (Szent) Sándor, görögösen Alexandriai Szent Alexandrosz (ógörögül: Αλέξανδρος), (250 körül – Alexandria, 326. április 17.) Alexandria 19. pátriárkája 313-tól haláláig, buzgó lelkipásztor.
Akhillasz püspököt követte Alexandria élén. A püspökségre ugyancsak vágyó Arius hamarosan Sándor támadójaként lépett fel. (Annak ellenére, hogy az elüldözött Ariust korábban pont Sándor fogadta vissza az egyházmegyébe, és érte el pappá szenteltetését.) Mivel szent élete miatt nem találhatott kifogásolnivalót Sándoron, a püspök hitelveit kezdte el vitatni. A vita 318 körül robbant ki. Sándor igyekezett Ariust lecsillapítani, de nem járt sikerrel. Később az egyiptomi püspököket zsinatra hívta össze. 320-ban csaknem 100 püspök egybegyűlte után kiátkozták Ariust az egyházból. Sándor a nyilatkozatról több nem egyiptomi püspököt, így I. Szilveszter pápát is értesítette.
Nagy Konstantin császár kezdetben haragudott a pátriárkára, mert szerinte túlságosan fekavarta az egyház békéjét – később azonban egyenesen Sándor kérésére hívta össze 325-ben a niceai egyetemes zsinatot, amelyen a pátriárka személyesen is részt vett. A zsinatra a diakónus Athanasziosz kísérte el, akit Sándor utódjának jelölt ki. A püspök a zsinatról visszatértekort hunyt el Alexandriában. Mind a nyugati, mind a keleti kereszténység szentként tiszteli. Ünnepe a Római katolikus egyházban február 26., a Kopt ortodox egyházban pedig április 22.
Életéről Theodorétosz és Szókratész Szkholasztikosz számol be. Theodorétosz fenntartotta Sándor leveleit is, amelyeket a püspök I. Sándor konstantinápolyi pátriárkának írt az elítélt Ariust befogadó püspökök ellen. Szókratész Szkholasztikosz az idézett körlevelet, illetve egy beszédet (Az Úr testéről, lelkéről, szenvedéséről) mentett meg az enyészettől.